# 你好，再见
你好，再见（有时省略逗号）是英国摇滚乐队披头士的一首非专辑单曲，由保罗·麦卡特尼（署名列侬-麦卡特尼）创作，作为我是海象的A面曲发行。